# Archäologisches Schaufenster Speyer

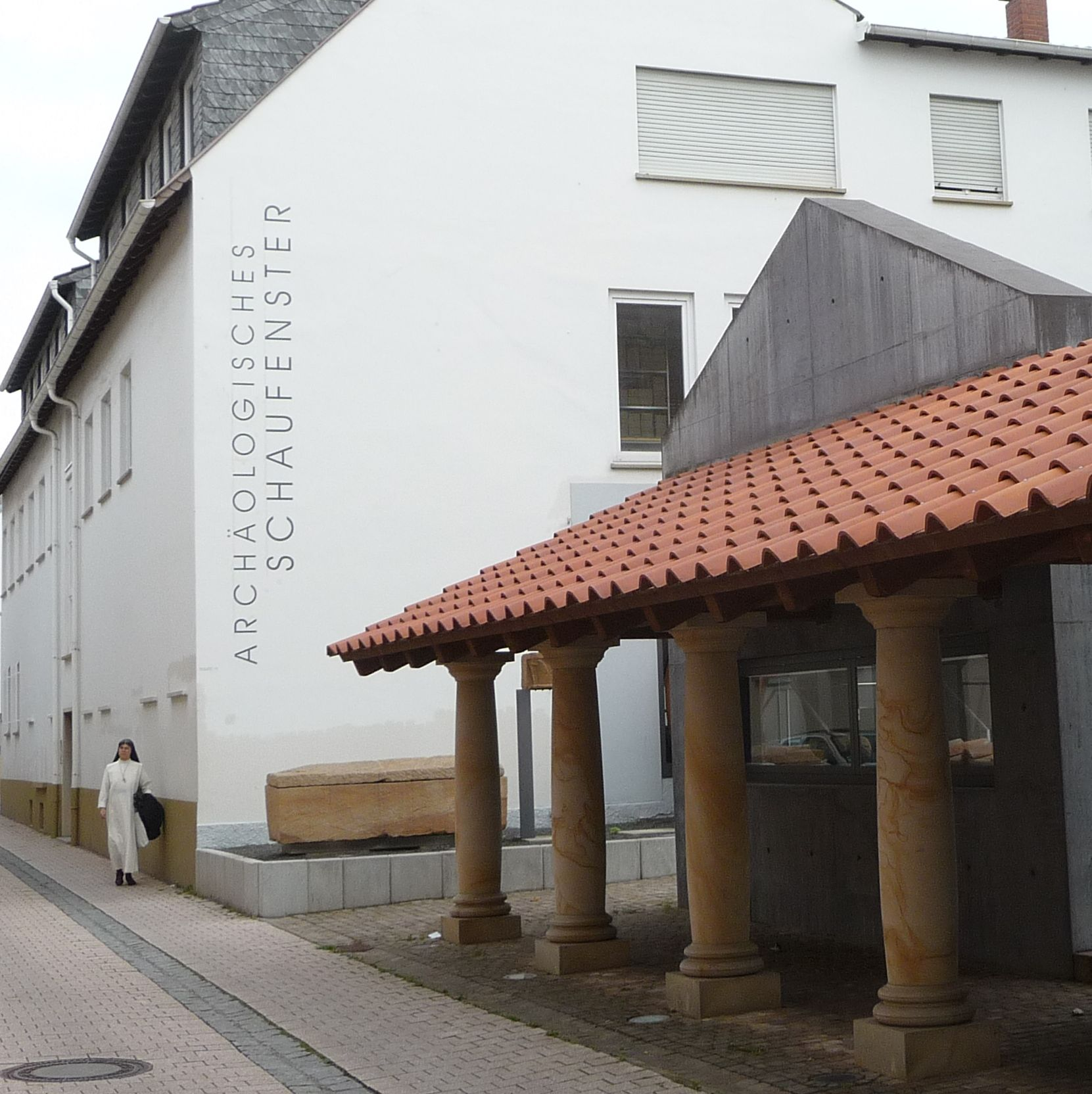
Archäologisches Schaufenster Speyer

Das Archäologische Schaufenster ist ein Museum in Speyer, das der Generaldirektion Kulturelles Erbe Rheinland-Pfalz unterliegt und im Jahre 2006 eröffnet wurde.
Ziel ist es, mit diesem Museum und dessen Wechselausstellungen den Besucherinnen und Besuchern Einblicke in die Arbeiten der Landesarchäologie Speyer zu ermöglichen und von der Archäologie in der Pfalz zu erfahren. Ergänzt wird es mit mehreren Begleitveranstaltungen wie Vorträgen.
Das Gebäudekomplex besteht aus einem Showroom als Museum (gleichzeitig auch das Herzstück der Komplexes), einer Veranstaltungsebene und Depotfläche sowie einem Arbeitsraum für die Ausgrabungen und Fundstücke sowie die wissenschaftlichen Publikationen.